# Bayasari
Bayasari is een bestuurslaag in het regentschap Ciamis van de provincie West-Java, Indonesië. Bayasari telt 5147 inwoners (volkstelling 2010).